# Donny van de Beek
Donny van de Beek (Nijkerkerveen, 18 de abril de 1997) é um futebolista neerlandês que atua como meia. Atualmente joga no Girona.

## Carreira

### Ajax II
Van de Beek fez toda sua base no Ajax II. Ele fez primeiro jogo no futebol profissional na derrota por 0-6 fora de casa em 25 de janeiro de 2015 na segunda divisão holandesa contra o Sparta Rotterdam.

### Ajax
Em novembro de 2015, Van de Beek foi convocado para o time do Ajax para uma partida da UEFA Europa League contra o Celtic, onde ele fez sua estreia, que o Ajax venceu por 2–1.
Van de Beek deixou o Ajax em seu auge, acostumado a ser titular, na carreira, poucas vezes foi reserva. Na Eredivisie, por exemplo, atuou desde o início em 91 dos 118 jogos que disputou - com 28 gols e 24 assistências; na Champions foram 25 de 29 partidas como titular com a camisa do Ajax (cinco gols e três assistências).

### Manchester United
Em 30 de agosto de 2020, o Ajax chegou a um acordo com o Manchester United para a transferência de Van de Beek. A transferência foi concluída com Van de Beek assinando um contrato de cinco anos por 39,4 milhões de euros, aos quais se podem juntar mais 5,6 milhões se forem cumpridos determinados objetivos.Ele fez sua estreia em um amistoso contra o Aston Villa em 12 de setembro.Fez seu primeiro gol em 19 de setembro contra Crystal palace na derrota por 3-1.

### Everton
O  Everton anunciou em 31 de janeiro de 2022, a chegada de Van de Beek, ele foi emprestado pelo Manchester United até o final da temporada 2021-22.Van De Beek brilhou em sua primeira partida na vitória por 3 a 0 do Everton sobre o Leeds em 13 de fevereiro de 2022. Fez seu único gol pelo Everton em seu último joga na temporada contra o Arsenal, em uma derrota por 5-1.
Van de Beek fez sete partidas e duas partidas como reserva na Premier League pelos Toffees durante seu período de empréstimo.

### Retorno ao Manchester United
No Manchester, seu antigo técnico dos tempos de  Ajax, Erik ten Hag, foi contratado como o novo treinador, porém sua situação não mudou a posição e Van de Beek continuou como reserva na temporada 2022/23, só teve chance como titular no dia 3 de novembro.

### Eintracht Frankfurt
Em primeiro de janeiro de 2024, Van de Beek se juntou ao Eintracht Frankfurt até o final da temporada. O contrato de empréstimo prevê opção de compra ao fim do vínculo por até € 14 milhões (£ 12 milhões), incluindo complementos.

### Girona
Em 11 de julho de 2024, Van de Beek foi transferido para o Girona, da La Liga, depois que um acordo com o Manchester United foi alcançado. O acordo incluía um valor de transferência inicial de 500 mil euros, que mais tarde poderia aumentar para 9,1 milhões de euros devido a diversos bônus adicionais e uma taxa de venda, com contrato até 2028. Van de Beek revelou que pensou em parar antes de assinar com o  Girona, devido as poucas oportunidades que teve nos clubes anteriores.

## Estatísticas
Atualizado até 17 de dezembro de 2020.

### Clubes
| Equipe            | Temporada         | Campeonato nacional | Campeonato nacional | Copa nacional | Copa nacional | Competições continentais | Competições continentais | Total | Total |
| Equipe            | Temporada         | Jogos               | Gols                | Jogos         | Gols          | Jogos                    | Gols                     | Jogos | Gols  |
| ----------------- | ----------------- | ------------------- | ------------------- | ------------- | ------------- | ------------------------ | ------------------------ | ----- | ----- |
| Ajax II           | 2014–15           | 6                   | 0                   | –             | –             | –                        | –                        | 6     | 0     |
| Ajax II           | 2015–16           | 13                  | 2                   | –             | –             | –                        | –                        | 13    | 2     |
| Ajax II           | 2016–17           | 16                  | 6                   | –             | –             | –                        | –                        | 16    | 6     |
| Ajax II           | Total             | 35                  | 8                   | –             | –             | –                        | –                        | 35    | 8     |
| Ajax              | 2015–16           | 8                   | 0                   | –             | –             | 2                        | 1                        | 10    | 1     |
| Ajax              | 2016–17           | 19                  | 0                   | 2             | 0             | 11                       | 0                        | 32    | 0     |
| Ajax              | 2017–18           | 34                  | 11                  | 1             | 0             | 4                        | 2                        | 39    | 13    |
| Ajax              | 2018–19           | 34                  | 9                   | 5             | 4             | 18                       | 4                        | 57    | 17    |
| Ajax              | 2019–20           | 23                  | 8                   | 4             | 0             | 10                       | 2                        | 37    | 10    |
| Ajax              | Total             | 118                 | 28                  | 12            | 4             | 45                       | 9                        | 175   | 41    |
| Manchester United | 2020–21           | 9                   | 1                   | 2             | 0             | 6                        | 0                        | 17    | 1     |
| Manchester United | Total             | 9                   | 1                   | 2             | 0             | 6                        | 0                        | 17    | 1     |
| Total na carreira | Total na carreira | 162                 | 37                  | 14            | 4             | 51                       | 9                        | 227   | 50    |

## Títulos
Ajax
- Copa dos Países Baixos: 2018–19[carece de fontes?]
- Eredivisie: 2018–19[carece de fontes?]
- Supercopa dos Países Baixos: 2019[carece de fontes?]

Manchester United
- Copa da Liga Inglesa: 2022–23[carece de fontes?]

### Prêmios individuais
- Talento do mês da Eredivisie: Novembro de 2017[carece de fontes?]